# Ahmad al-Ja'bari
Aḥmad al-Jaʿbarī (in arabo أحمد الجعبري‎?; Gaza, 4 dicembre 1960 – Gaza, 14 novembre 2012) è stato un miliziano palestinese, vicecomandante delle Brigate ʿIzz al-Dīn al-Qassām, il braccio armato di Hamas nella Striscia di Gaza.

## Biografia
Il 26 settembre 2002, dopo che un attacco aereo israeliano ferì Mohammed Deif, il comandante supremo delle Brigate Ezzedin al-Qassam, Jabari divenne il comandante e capo operativo dell'ala militare al culmine della Seconda Intifada (la rivolta armata palestinese contro Israele dal 2000 al 2007). Tuttavia, Deif rimase il suo capo ufficiale.
Quando venne organizzato uno scambio di prigionieri che restituiva Gilad Shalit a Israele in cambio di 1.027 prigionieri palestinesi nell'ottobre 2011, Jabari scortò personalmente Shalit al valico di Rafah con l'Egitto.
Morì per un "omicidio mirato" delle forze armate israeliane il 14 novembre 2012, dando il via all'operazione militare israeliana Colonna di nuvole. Anche la sua guardia del corpo, Mohammed Al Hams, che viaggiava con lui, fu ucciso. Nell'operazione segreta, oltre all'aeronautica, svolse un ruolo non secondario anche lo Shin Bet israeliano. Jabari aveva subito precedentemente altri quattro tentativi di eliminazione da parte israeliana.
Al suo posto venne nominato Marwan Issa come successore.